# Mia és én
A Mia és én (eredeti cím: Mia and Me) 2012 és 2023 között bemutatott holland–német–olasz–kanadai vegyes technikájú tévéfilmsorozat, amely valós díszletekkel élőszereplős, és 3D-s számítógépes animációs jelenetekkel készült.
A forgatókönyvet Doug Sinclair írta, a sorozatot Gerhard Hahn rendezte, a zenéjét Gerd Kaeding szerezte, a producere Mario Anniballi volt, a főszerepet Rosabell Laurenti Sellers játszotta. Magyarországon a Minimax mutatta be.
2020-tól a Mia és én: Szintópia hőse című mozifilmet a Made 4 Entertainment, a Hahn & m4e Productions és a Flying Bark Productions készítette. A mozifilmet Németországban mutatták be 2022. május 26-án, Magyarországon pedig 2022. augusztus 12-én.

## Ismertető
|  | Alább a cselekmény részletei következnek! |

### Előszó
Szülei halála után Mia, a 17 éves tinilány megkapja nagynénjétől azt a könyvet és a hozzá tartozó karkötőt, amelyet szülei neki készítettek következő születésnapjára, de sajnos már nem élhették meg. A könyv a Szintópia legendája nevet viseli. A könyvön található tündérírás (nevezetes rúnák) mindig más-más jóslatot tartalmaznak, amelyek lehetővé teszik Mia számára, hogy Centopia varázslatos világába utazzon. A hely tele van mitológiai lényekkel, köztük tündérekkel, pánokkal, egyszarvúakkal és sárkányokkal. Mia is tündérré változik és egyedülálló módon képes lesz beszélni az egyszarvúakkal. Találkozik és összebarátkozik számos szereplővel: egy Lyria nevű egyszarvúval (és később Lyria csikójával, Onchao-val), Yukoval, egy harcos lánnyal, Mo herceggel, akit kezdettől fogva gyengéd szálak fűznek főszereplőnkhöz, és egy esetlen, de szerethető pánnal.

### 1. évad
A varázskönyv jóslatai segítségével Mia és barátai megtalálják a trombitusz darabjait, melyet Panthea, a munculusok királynője széttört és szétszórt az egész szigeten. Ugyanis csak ez a hangszer képes elpusztítani a gonosz lényeket. Mia azon is dolgozik, hogy megakadályozza a gonosz Panthea királynőt, Gargona tábornokot és munculus seregét az egyszarvúak elfogásában. A gonosz királynő, mivel fiatal akar maradni, begyűjti az unikornisok szarvát. Ez viszont pusztulásba taszítja Szintópiát. Az egyetlen gyógymód erre a pusztításra Onchao, a különleges képességekkel rendelkező szárnyas unikornis, aki képes a sivatag újra felvirágoztatására és az unikornisok szarvainak helyreállítására. Miközben számtalan kalandot élnek át, Mo és Mia lassan egymásba szeretnek, de vajon mit szól ehhez Yuko?

### 2. évad
Mia a nyarat nagyapja, Renzo farmján tölti. Megtörténik amit régóta szeretett volna, visszatér Szintópiába, ahol nagy az izgalom. Egy furcsa tündér, Rixel érkezik furcsa úszó szigetén Szintópiába és meghív minden tündért a lenyűgöző cirkuszi előadására. Minden jónak látszik, míg Mia és barátai rá nem jönnek, hogy Rixel nem más, mint egy csaló, aki magával akarja vinni Onchao-t, a szárnyas unikornist a sötét tündérek otthonába, Dystopiába. S nemcsak ő, de egy új látogató is borzolja a kedélyeket. Vajon Szintópia és Mia titka is rejtve marad?

### 3. évad
Szintópiában Gargona mellé szegődik a gonosz bogárember, Dax. Onchao aranyszarvára fáj a foguk, melyet Dystopia urának, Lord Drakonnak akarnak elvinni. A való világban Mia karkötőjét vak barátnője, Sara megtalálja és ő is átkerül Centopiába. Itt visszanyeri a látását és csak ő képes arra, hogy észlelje Dax kémbogarait. Az utolsó részben Dax és Gargona megszerzik Onchao aranyszarvát, de túl sok időt töltenek azzal, hogy mesterükkel vitatkoznak. A tündérek megtalálják őket, Yuko és Mo pedig meghiúsítják a gonoszok tervét. Kyara, Onchao új testvére visszaállítja bátyja szarvát. Dax elhagyja a szigetet, míg Gargona ott marad. Yuko és Mo pedig nagyon úgy néz ki, hogy egymásba szerettek, de vajon mit szól ehhez Mia? Időközben Sara meggondolja magát és visszatér a régi iskolájába.

### 4. évad
Most, hogy Szintópia szívét újra összerakták, a szigetek újra egy unikormis alakú kontinensé sodrodnak össze, Disztópiával együtt. Miáéknak speciális összetevőket kell keresniük, hogy megvédjék mindenki életét. A való világban Mia asszisztensként kezdett dolgozni egy Carina nevű állatorvos mellett, és új barátokat szerez.
|  | Itt a vége a cselekmény részletezésének! |

## Epizódok
| Évad | Évad | Epizódok | Eredeti sugárzás   | Eredeti sugárzás     | Magyar sugárzás     | Magyar sugárzás     |
| Évad | Évad | Epizódok | Évadbemutató       | Évadzáró             | Évadbemutató        | Évadzáró            |
| ---- | ---- | -------- | ------------------ | -------------------- | ------------------- | ------------------- |
|      | 1.   | 26       | 2012. augusztus 6. | 2013. január 23.     | 2012. június 5.     | 2012. június 30.    |
|      | 2.   | 26       | 2015. április 5.   | 2015. szeptember 24. | 2015. június 10.    | 2015. október 25.   |
|      | 3.   | 26       | 2017. május 22.    | 2017. június 16.     | 2017. március 19.   | 2017. augusztus 8.  |
|      | Film | Film     | 2022. május 26.    | 2022. május 26.      | 2022. augusztus 11. | 2022. augusztus 11. |
|      | 4.   | 26       | 2022. december 18. | 2023. június 14.     | 2023. április 6.    | Nincs forrás        |

## Szereposztás
| Szereplő         | Színész                                | Magyar hang                |
| ---------------- | -------------------------------------- | -------------------------- |
| Mia              | Rosabell Laurenti Sellers (1.-2. évad) | Csuha Bori                 |
| Mia              | Margot Nuccetelli (3. évadtól)         | Csuha Bori                 |
| Mo herceg        | Andrew Craig (1. évad)                 | Czető Roland               |
| Mo herceg        | Evan Stern (2. évad)                   | Czető Roland               |
| Mo herceg        | Timo Kinzel (3. évad)                  | Czető Roland               |
| Yuko             | Tajja Isen (1. évad)                   | Talmács Márta (1. évad)    |
| Yuko             | Ana Sani (2. évad)                     | Vágó Bernadett (2-3. évad) |
| Yuko             | Nicole Hise (3. évad)                  | Vágó Bernadett (2-3. évad) |
| Phuddle          | Jonathan Wilson (1. évad)              | Fekete Zoltán              |
| Phuddle          | Todd Shick (2. évad)                   | Fekete Zoltán              |
| Phuddle          | Brian Burgess (3. évad)                | Fekete Zoltán              |
| Vincent          | Adrian Moore                           | Baráth István              |
| Paula            | Saphia Stoney                          | Bogdányi Titanilla         |
| Violetta / Varia | Josephine Benini / Alanna Levierge     | Lamboni Anna               |
| Mario            | Luca Saviozzi Murphy                   | Czető Ádám                 |
| Renzo            | Ray Lovelock                           | Németh Gábor               |
| Franca           | Gianna Paola Scaffidi                  | Tóth Szilvia               |
| Contessa di Nola | Sara Ricci                             | Szórádi Erika              |
| Sara             | Lucia Luna                             | Koller Virág               |
| Luciana          | Laura Ruocco                           | Makay Andrea               |
| Raynor király    | Rod Wilson (1. évad)                   | Laklóth Aladár             |
| Raynor király    | Rory O'Shea (2. évad)                  | Laklóth Aladár             |
| Raynor király    | Paul Tylak (3. évad)                   | Laklóth Aladár             |
| Mayla királynő   | Linda Ballantyne (1. évad)             | Kökényessy Ági             |
| Mayla királynő   | Jodi Krangle (2. évad)                 | Kökényessy Ági             |
| Mayla királynő   | Marty Sandler (3. évad)                | Kökényessy Ági             |
| Panthea          | Elizabeth Hanna                        | Farkasinszky Edit          |
| Drakon           | Martin Yap (2. évad)                   | Zámbori Soma               |
| Drakon           | Jonathan Fella (3. évad)               | Zámbori Soma               |
| Gargona          | Norma Dell'Agnese (1. évad)            | Kovács Patrícia (1. évad)  |
| Gargona          | Stephanie Barone (2. évad)             | Németh Kriszta (2-3. évad) |
| Gargona          | Manon Kahle (3. évad)                  | Németh Kriszta (2-3. évad) |
| Rixel            | David Pender-Crichton                  | Háda János                 |
| Dax              | Jeff Burrell                           | Dányi Krisztián            |
| Polytheus        | Jamie Watson (1. évad)                 | Kassai Károly              |
| Polytheus        | Daniel Davies (2. évad)                | Kassai Károly              |
| Polytheus        | Tomas Spencer (3. évad)                | Kassai Károly              |
| Xolana           | Pina Crispo                            | Haffner Anikó              |
| Shiva            | Valerie Borghesi                       | Mahó Andrea                |
| Lasita           | Rochelle Bulmer                        | Szabó Zselyke              |
| Kuki             | Ricardia Bramley                       | Győrfi Laura               |
| Lola             | Kristy Hughes                          | Berkes Boglárka            |
| Simo             | Pierre Mourant (2. évad)               | Szabó Máté                 |
| Simo             | Angus McGruther (3. évad)              | Szabó Máté                 |
| Tessandra        | Kelly Topaz (2. évad)                  | N/A                        |
| Tessandra        | Laura Wilinson (3. évad)               | N/A                        |
| Pán király       | John Stocker (1. évad)                 | Pálfai Péter               |
| Pán király       | Harvey Friedman (3. évad)              | Pálfai Péter               |
| Pán királynő     | Melissa Holroyd                        | N/A                        |
| Pán udvaronc     | Ron Rubin                              | N/A                        |

## Nemzetközi sugárzások
| Ország                  | Vetítő csatorna                  | Bemutató             |
| ----------------------- | -------------------------------- | -------------------- |
| Albánia                 | Cufo TV                          | 2016                 |
| Brazília                | Gloob                            | 2012. április 14.    |
| Belgium                 | La Trois, Nickelodeon            | 2013. március 11.    |
| Bosznia-Hercegovina     | Ultra                            | N/A                  |
| Bulgária                | Minimax                          | N/A                  |
| Csehország              | Minimax                          | N/A                  |
| Dánia                   | DR                               | N/A                  |
| Dél-Korea               | KBS Kids                         | 2012. szeptember 24. |
| Egyesült Arab Emírségek | E-Vision                         | N/A                  |
| Egyesült Királyság      | Nickelodeon                      | N/A                  |
| Finnország              | MTV3                             | 2012. szeptember     |
| Franciaország           | Boing                            | 2011. december 19.   |
| Fülöp-szigetek          | Nickelodeon                      | 2013. július 1.      |
| Görögország             | Mega Channel                     | 2013. szeptember 14. |
| Hollandia               | Nickelodeon                      | 2012. április 4.     |
| Hong-Kong               | TVB Jade                         | 2012                 |
| Horvátország            | Ultra, Minimax, Nova TV, Mini TV | 2012                 |
| India                   | IndianTwo                        | 2013                 |
| Indonézia               | RCTI                             | 2012                 |
| Japán                   | Tv Tokyo                         | 2013. október 14.    |
| Kanada                  | Family Channel                   | N/A                  |
| Koszovó                 | Minimax                          | N/A                  |
| Latin-Amerika területe  | Televisa                         | N/A                  |
| Lengyelország           | Teletoon+, TV Puls               | 2012. március 23.    |
| Macedónia               | Sitel                            | N/A                  |
| Magyarország            | Minimax                          | 2012. június 5.      |
| Malajzia                | RTM                              | 2012                 |
| Montenegró              | ULTRA, Minimax TV                | 2012                 |
| Mexikó                  | Televisa                         | N/A                  |
| Németország             | KiKA, ZDF                        | 2012. augusztus 6.   |
| Norvégia                | TV2 (Norvégia)                   | N/A                  |
| Olaszország             | Rai Due, Rai Gulp, Rai Yoyo      | N/A                  |
| Oroszország             | СТС                              | 2015                 |
| Portugália              | Canal Panda                      | 2012. december 17.   |
| Románia                 | Minimax                          | N/A                  |
| Spanyolország           | Clan                             | N/A                  |
| Skandinávia             | Nickelodeon                      | 2012                 |
| Svédország              | Nickelodeon                      | N/A                  |
| Szingapúr               | Okto                             | N/A                  |
| Szerbia                 | Ultra TV, Minimax                | 2012. január 2.      |
| Szlovákia               | Minimax                          | N/A                  |
| Szlovénia               | POP OTO (tél) POP TV (nyár)      | N/A                  |
| Thaiföld                | Tiga                             | N/A                  |
| Törökország             | Smart Çocuk, Planet Çocuk        | 2012                 |

## Főcímdal
- Magyar előadó: Csuha Bori

Ez egy varázskönyv,
Pánok, tündérek,
Ez egy csodálatos világ, Centopia
Szárnyaim felvisznek,
Vissza már nem nézek,
Ragyogóan szép ez a táj
Vajon álmodom,
Ez csak képzelet,
Vagy a valóság, mi elragad, bennem él?
Tudom, itt a helyem,
És majd győznöm kell,
Nagy hős leszek, bátor tündér!
Gyere, szárnyalj velem,
Repülj hát, hidd el,
Velünk, oly szép,
Gyere, szárnyalj még,
Az égbolt égszínkék,
Gyere, szárnyalj még,
Az égbolton a csillagok,
Az én világom, hol otthon vagyok,
Egy pompás, új élmény,
Jöjj szállj velünk, s ne félj!
Én vagyok Mia,
A jó tündér

## Mozifilm
A filmet 2017-ben harangozták be. 2020-tól a Made 4 Entertainment, Hahn & m4e Productions, Flying Bark Productions és a Studio 100 Film a Mia és én: Szintópia hőse című mozifilmet készítette. A Studio 100 rendezője, Thorsten Wegener elmondása szerint, az egyik kitűzött cél volt több fiú rajongót szerezni. Eredetileg több élőszereplős játékidőt szerettek volna az alkotók, azonban a COVID-19 miatt le lettek korlátozva a kreatív-szabadságban. Az Animation Magazine szerint 600 kaszkadőr dolgozott a filmen.

## Fordítás
- Ez a szócikk részben vagy egészben  a   Mia and Me című angol Wikipédia-szócikk fordításán alapul.  Az eredeti cikk szerkesztőit annak laptörténete sorolja fel. Ez a jelzés csupán a megfogalmazás eredetét és a szerzői jogokat jelzi, nem szolgál a cikkben szereplő információk forrásmegjelöléseként.
- Ez a szócikk részben vagy egészben  a   Mia and Me című olasz Wikipédia-szócikk fordításán alapul.  Az eredeti cikk szerkesztőit annak laptörténete sorolja fel. Ez a jelzés csupán a megfogalmazás eredetét és a szerzői jogokat jelzi, nem szolgál a cikkben szereplő információk forrásmegjelöléseként.